# 胡安·埃尔南德斯·谢拉
胡安·埃尔南德斯·谢拉（西班牙語：Juan Hernández Sierra，1969年3月16日—），古巴男子拳击运动员。他曾代表古巴参加1992年、1996年和2000年夏季奥林匹克运动会拳击比赛，获得二枚银牌。